# Vavá (programa de radio)
Vavá fue un programa de radio español, retransmitido por Radio Nacional de España, y presentado por Arturo Paniagua.
El programa nació como un blog en Internet sobre estilos de mezclas musicales. En septiembre de 2008 comienza a emitirse en la madrugada del viernes al sábado en Radio 3 de RNE, donde muestra la música mashup, también conocida como Bastard Pop, en España, una variante de la música electrónica, que cuenta con numerosos seguidores tanto en España como en Estados Unidos. Los DJs que se han hecho conocidos a la hora de crear espectaculares remezclas de este estilo de música eran de estos países, como Loo & Placido, Dj Zebra, ToTom, Party Ben, Pheugoo o Norwegian Recycling, que son algunos de los artistas que se escuchan en este programa. Tuvo un rotundo éxito en su estreno, siendo objeto de elogios por parte de AudioPorn Central, un importante blog sobre música electrónica a nivel internacional, que reseñó el estreno de Vavá y destacó su importancia por dar a conocer este estilo musical en España.
Emitió su último programa el 1 de septiembre de 2012 con un episodio llamado Bye Bye, Vavá.

Vavá termina su andadura en Radio 3, y se cae de la nueva programación de la emisora. Hasta aquí llega nuestra aventura alrededor de la música. Durante cuatro años Vavá significó pasarlo bien, disfrutando de las canciones sin prejuicios ni etiquetas. Escuchamos mashups, remixes, versiones y descubrimientos musicales que te gustaron o al menos te sorprendieron. Gracias por haber estado al otro lado de la radio, el ordenador o el móvil. Para despedirnos, echamos el oído atrás para disfrutar de las canciones y las mezclas que más nos han gustado en estos cuatro años. Fue un placer. Me encuentras en http://arturopaniagua.com y en Twitter: http://twitter.com/ajpaniagua.
Arturo J. Paniagua, texto de despedida de Vavá el 1 de septiembre de 2012